# Jocuri murdare
Jocuri murdare (titlu original: Leatherheads) este un film american sportiv de comedie din 2008 regizat de George Clooney. În rolurile principale joacă actorii Renée Zellweger, John Krasinski și George Clooney. Filmul se concentrează asupra primilor ani de fotbal american profesionist.

## Distribuție
- George Clooney ca Jimmy "Dodge" Connelly
- Renée Zellweger ca Lexie Littleton
- John Krasinski ca Carter Rutherford
- Jonathan Pryce ca CC
- Stephen Root ca Suds
- Wayne Duvall ca Antrenor  Frank Ferguson
- Keith Loneker ca Big Gus
- Malcolm Goodwin ca Bakes
- Matt Bushell ca Curly
- Tim Griffin ca Ralph
- Robert Baker ca Stump
- Nick Paones ca Zoom
- Nick Bourdages ca Bug
- Jeremy Ratchford ca Eddie
- Alex Via ca  Scoreboard Keeper
- Cody Froelich ca Scoreboard Keeper
- Max Casella ca Mack Steiner
- Jack Thompson ca Harvey
- Bill Roberson ca   Mr. Dunn
- Donnie Fowler ca Tribune Reporter
- Blake Clarke ca Chicago Referee
- Marian Seldes ca Clerk
- Thomas Francis Murphy ca Cook
- Ledisi Young ca Blues Singer (interpretează cântecul "The Man I Love")